# 科濟耶
科濟耶（斯洛維尼亞語： 發音：[ˈkoːzjɛ]）是斯洛維尼亞東部科济耶市镇的小鎮及行政中心。距離采列約36公里（22.37英里），距離盧布爾雅那約107公里（66.49 英里），距離羅加什卡-斯拉蒂納約30公里（18.64英里）。它是科濟耶地區（斯洛文尼亞語：Kozjansko）的主要聚居地。當地是下施蒂里亞傳統地區的一部分，現在被包括在薩維尼亞統計區。它是該地區最古老的聚居地之一，最早在1016年的書面文件中被提及。它在1384年之前被授予市場權。
當地的堂區教堂奉獻給聖母升天，屬於天主教采列教區。它建於15世紀早期建築的遺址上，並在17世紀進行重大改建。聚居地的第二座教堂是獻給聖赫瑪（斯洛文尼亞語：sveta Ema）。它建於1466年左右，經過16世紀的修改，1861年擴建了中殿。

## 外部連結
- Kozje on Geopedia （页面存档备份，存于）